# الیور
ال یور یک منطقهٔ مسکونی در یمن است که در استان صنعا واقع شده‌است.